# Aylva State (Filens)
De Aylva State van Filens is een voormalige state van de Nederlandse adellijke familie Van Aylva te Witmarsum, op de terp Filens.
Sinds 1949 hoort de buurtschap Filens door een gemeentelijke herindeling bij het dorp Schettens.
Van deze state zelf is al lang niets meer te zien. Wel stond hier vroeger een boerderij met de naam Aylva State.
Na de afbraak werd er aan de overkant een nieuwe boerderij gebouwd, die de naam 'Nij Aylva State' kreeg.